# Václav Nedoma (sochař)
Václav Nedoma (18. září 1778 Kosmonosy – 18. srpna 1833 Praha) byl český kamenosochař období neoklasicismu.

## Život
Přišel do Prahy jako chudý kameník a následoval příklady Václava Prachnera a Josefa Malínského, s nimiž jeho práce bývají někdy zaměňovány. Věnoval se převážně náhrobní plastice pro Malostranský hřbitov, Olšanské hřbitovy a některé mimopražské lokality. Pracoval také pro hraběte Thuna v usedlosti Cibulka v dnešní Praze 5 - Košířích.
Chudoba provázela také jeho rodinu, dceru Annu a vnoučata v profesích metař a posluhovačka.

## Dílo
- Náhrobek paní M. A. Hübschové, († 1815), Praha - Olšanské hřbitovy
- Náhrobek obchodníka Nadlera, Praha - Olšanské hřbitovy, II.oddělení
- Náhrobek neznámé osoby s truchlící ženou objímající rakev, Praha - Olšanské hřbitovy
- Náhrobek neznámých osob, Karlovy Vary, Svatoondřejský hřbitov
- Socha sv. Jana Nepomuckého před usedlostí Cibulka, Praha - Košíře
- Polofigura Domovníka v okně, z usedlosti Cibulka (Lapidárium Národního muzea v Praze